# Saint-Benoît-du-Sault
Saint-Benoît-du-Sault ist eine französische Gemeinde mit 510 Einwohnern (Stand 1. Januar 2022) im Département Indre in der Region Centre-Val de Loire; sie gehört zum Arrondissement Le Blanc und zum Kanton Saint-Gaultier.
Saint-Benoît-du-Sault gehört zu den schönsten Dörfern Frankreichs. Die Gemeinde liegt im Südwesten des Départements oberhalb des Portefeuille-Tals. Nachbargemeinden von Saint-Benoît sind Parnac im Osten, La Châtre-Langlin im Süden und Roussines im Nordwesten.

## Wappen
Wappenbeschreibung: In Blau drei mit rotem Band gebundene goldene Getreidegarben.

## Bevölkerungsentwicklung
| Jahr      | 1962 | 1968 | 1975 | 1982 | 1990 | 1999 | 2008 | 2017 |
| Einwohner | 699  | 822  | 864  | 836  | 856  | 766  | 703  | 602  |

## Sehenswürdigkeiten
- Befestigte romanische Benediktiner-Priorei (14. Jahrhundert, Monument historique)
- Achteckiges Taufbecken (10. Jahrhundert)
- Maison de l’Argentier (Monument historique)
- Kirche (Monument historique)
- Mittelalterlicher Ortskern
- Stadttor (14. Jahrhundert)
- Belfried
- Dolmen von Passebonneau

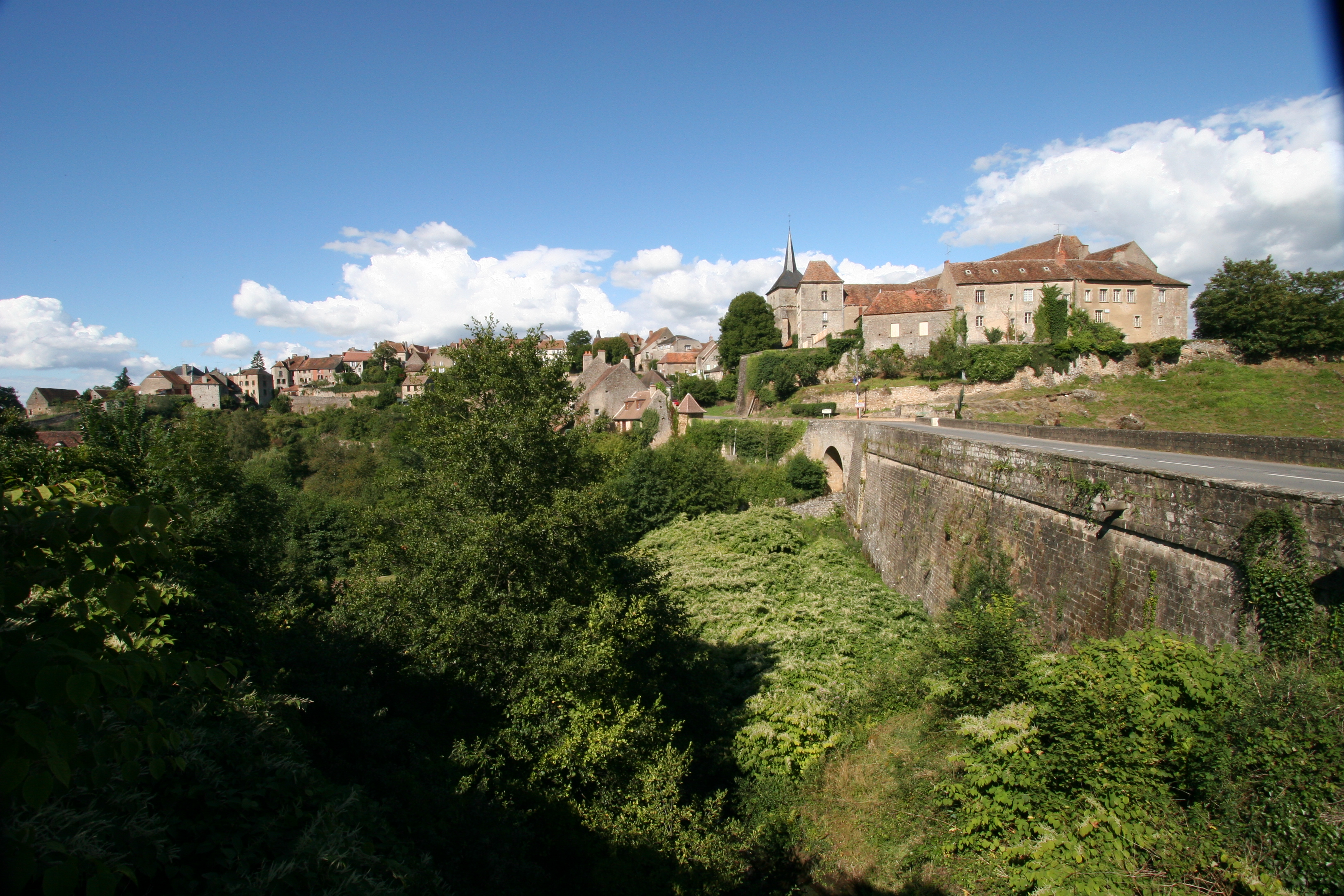
Ortsansicht
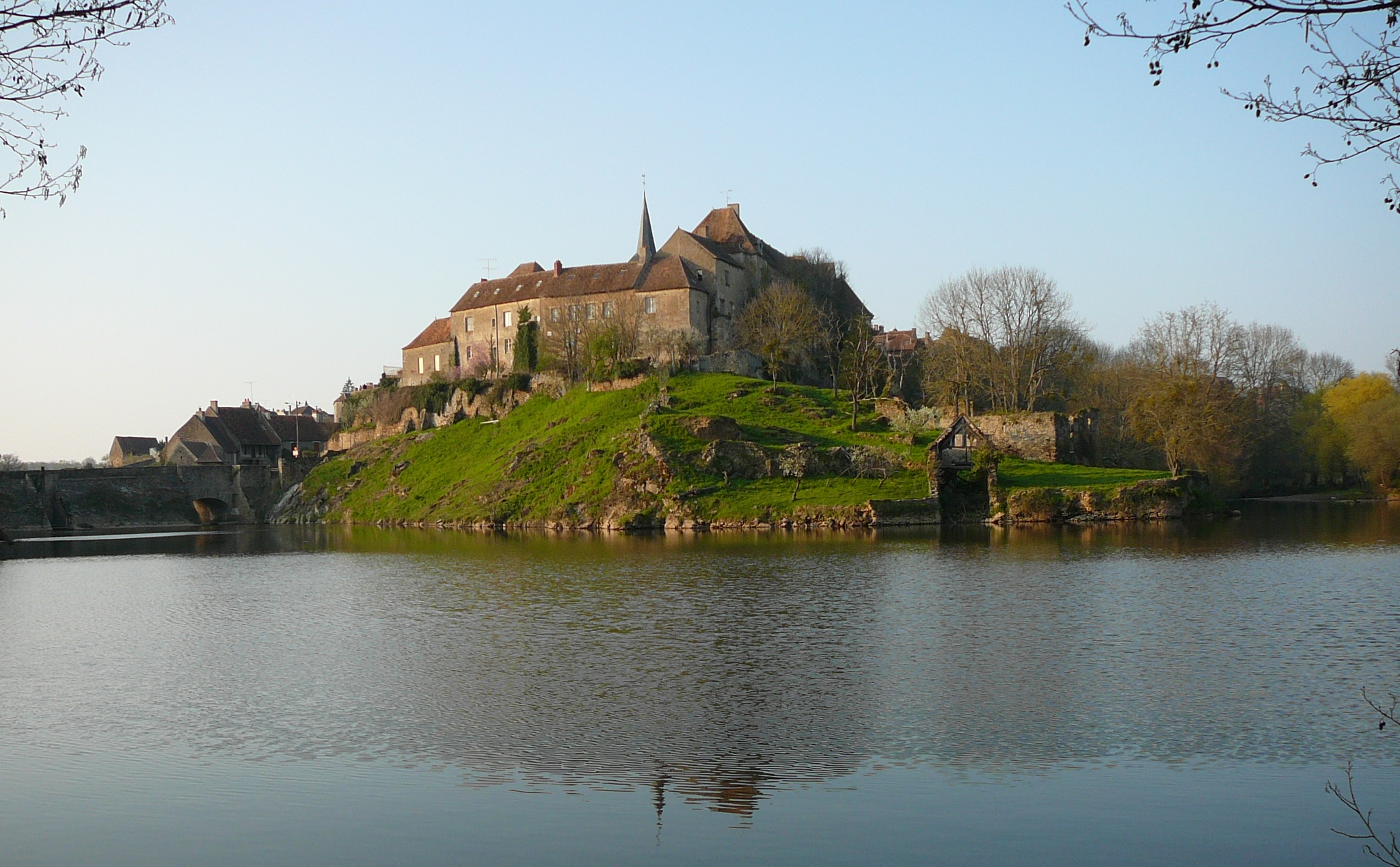
Priorei

## Persönlichkeiten
- François-Timoléon de Choisy (1644–1724), Schriftsteller, 1687 Mitglied der Académie française (Fauteuil 17), 1689 Abt von Saint-Benoît
- Hervé Faye (1814–1902), Astronom, wurde in Saint-Benoît geboren